# دزدی‌مونه (قمر)
دزدی‌مونه (به انگلیسی: Desdemona)، تلفظ (‎/ˌdɛzd[invalid input: 'ɨ']ˈmoʊnə/‎) یک قمر طبیعی داخلی اورانوس است. این قمر در تاریخ ۱۳ ژانویه ۱۹۸۶ با استفاده از تصویرهایی که توسط کاوشگر وویجر ۲ گرفته شده بود کشف شد، و با نام موقت اس/۱۹۸۶ یو ۶ نامیده شد. دزدی‌مونه برگرفته از نام همسر اتللو در نمایشنامه اتلو ویلیام شکسپیر است.